# Andrew Murray (Militär, † 1297)
Andrew Murray (auch Andrew Moray; † November 1297) war ein schottischer Adliger und Militär. Er war einer der wichtigsten Führer der Schotten zu Beginn des Ersten Schottischen Unabhängigkeitskriegs.

## Herkunft

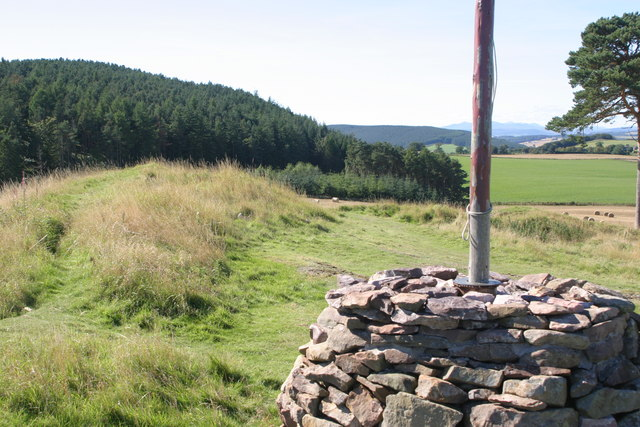
Gipfel des Ormond Hill, wo sich einst Avoch Castle, der Sitz von Murrays Vater befand

Andrew Murray entstammte der Familie Murray, einer ursprünglich aus Flandern stammenden Adelsfamilie, die aber seit der Mitte des 12. Jahrhunderts im nordschottischen Moray lebte. Er war ein Sohn seines gleichnamigen Vaters Andrew Murray, der als Lord of Petty Besitzungen bei Inverness sowie Avoch Castle auf Black Isle besaß.

## Rolle im Krieg von 1296 gegen England
Als es 1296 zum Krieg zwischen England und Schottland kam, gehörte Andrew Murray wie sein Vater und sein Onkel Sir William Murray le Riche, Lord of Bothwell, dem schottischen Heer an, das am 27. April in der Schlacht bei Dunbar geschlagen wurde. Sowohl der ältere wie auch der jüngere Andrew Murray gerieten in englische Gefangenschaft. Während sein Vater als Angehöriger einer einflussreichen Familie im Tower of London inhaftiert wurde, wurde der jüngere Andrew Murray nach Chester gebracht und gefangen gehalten. Vermutlich im Winter von 1296 bis 1297 konnte er der Gefangenschaft entkommen und kehrte nach Moray zurück.

## Führer der Rebellion gegen die englische Herrschaft
In Schottland hatte der englische König Eduard I. nach seinem Sieg den schottischen König John Balliol zur Abdankung gezwungen und selbst die Herrschaft übernommen. Die strenge englische Herrschaft führte jedoch in ganz Schottland zu wachsendem Widerstand. Obwohl Murrays Vater noch in englischer Gefangenschaft war, übernahm Murray Anfang 1297 die Führung des Widerstands in Nordschottland und rief die Vasallen seines Vaters zum Kampf gegen die Engländer auf. Im Mai 1297 versuchte er, zusammen mit den Bürgern von Inverness Urquhart Castle zu erobern, doch der Angriff scheiterte. Nach diesem Rückschlag hatte er während der nächsten Monate mehr Erfolg. Er führte gegen die von englischen Besatzungen gehaltenen Burgen in Moray einen Kleinkrieg. Bei seinen ständigen Angriffen nutzte er geschickt das unwegsame Gelände aus, so dass die Burgen bald isoliert waren und die Engländer die Kontrolle über die Region verloren. Über den genauen Ablauf von Murrays Rebellion gibt es allerdings keine genauen Angaben, doch der Aufstand weitete sich rasch auf weitere Regionen in Nordschottland aus. Dem englischen Statthalter in Schottland, John de Warenne, 6. Earl of Surrey, und Hugh de Cressingham, dem eigentlichen Leiter der englischen Verwaltung, gelang es nicht, die Rebellion niederzuschlagen. Zahlreiche schottische Magnaten wie John Comyn, Lord of Badenoch und John Comyn, Earl of Buchan, die angeblich dem englischen König die Treue geschworen hatten, verhielten sich ebenfalls zurückhaltend und kämpften nicht gegen die Rebellen, so dass diese bis August 1297 die wichtigsten Burgen in Nordschottland wie Elgin, Banff und Inverness erobern konnten.

## Sieg bei Stirling Bridge und Tod
Murrays Erfolge in Nordschottland wurden durch die Erfolge von William Wallace ergänzt, der unabhängig von Murray zum Führer einer Rebellion in Südschottland geworden war. Als der Earl Warenne und Cressingham endlich ein englisches Heer nach Norden führten, um die Rebellion niederzuschlagen, vereinigten die beiden Rebellenführer vermutlich Ende August 1297 ihre  Streitkräfte, die vor allem aus Fußsoldaten bestanden. Gemeinsam wollten sie dem englischen Heer entgegenzutreten. Am 11. September 1297 konnte das von Murray und Wallace zusammen geführte, diszipliniert kämpfende schottische Heer dem englischen Heer in der Schlacht von Stirling Bridge eine schwere Niederlage beibringen. Sowohl die englischen Ritter wie auch die englischen Fußsoldaten erlitten schwere Verluste. Unter den Toten befand sich auch Cressingham, doch auch Murray erlitt in der Schlacht schwere Verletzungen.

## Guardian of Scotland und Tod
Welche Rolle er angesichts seiner Verwundungen nach der Schlacht noch spielte, ist unklar. Er und Wallace bezeichneten sich in einem am 11. Oktober 1297 datierten Brief an die Bürgermeister von Hamburg und Lübeck als Kommandanten des schottischen Heeres. Dennoch hatten sie dank ihres militärischen Erfolges faktisch die Rolle der Guardians of Scotland übernommen, die nach dem Tod von König Alexander III. 1286 die Regentschaft geführt hatten. Vor November 1297 gaben sie an, mit Zustimmung der Community of the Realm, der Vertretung der Magnaten und Prälaten, zu handeln. In einem am 7. November datierten Schutzbrief für das nordenglische Kloster Hexham werden Wallace und Murray wieder als militärische Führer tituliert. Dabei gaben sie stets an, dass sie im Namen des abgesetzten Königs John Balliol handelten. Wahrscheinlich nahm Murray aber aufgrund seiner Verletzungen nicht an den Raubzügen teil, die im Oktober und November von Wallace nach Nordengland geführt wurden. Danach wird Wallace als alleiniger Kommandant des schottischen Heeres erwähnt, so dass Murray vermutlich im November, spätestens vor Ende des Jahres an seinen Verletzungen gestorben war. Seine Frau, deren Name unbekannt ist, bekam im nächsten Frühjahr einen postum geborenen Sohn, der ebenfalls Andrew getauft wurde.